# Éric Nowak
 (avril 2020).
La mise en forme du texte ne suit pas les recommandations de Wikipédia : il faut le « wikifier ».
Les points d'amélioration suivants sont les cas les plus fréquents. Le détail des points à revoir est peut-être précisé sur la page de discussion.
- Les titres sont pré-formatés par le logiciel. Ils ne sont ni en capitales, ni en gras.
- Le texte ne doit pas être écrit en capitales (les noms de famille non plus), ni en gras, ni en italique, ni en « petit »…
- Le gras n'est utilisé que pour surligner le titre de l'article dans l'introduction, une seule fois.
- L'italique est rarement utilisé : mots en langue étrangère, titres d'œuvres, noms de bateaux, etc.
- Les citations ne sont pas en italique mais en corps de texte normal. Elles sont entourées par des guillemets français : « et ».
- Les listes à puces sont à éviter, des paragraphes rédigés étant largement préférés. Les tableaux sont à réserver à la présentation de données structurées (résultats, etc.).
- Les appels de note de bas de page (petits chiffres en exposant, introduits par l'outil «  Source ») sont à placer entre la fin de phrase et le point final[comme ça].
- Les liens internes (vers d'autres articles de Wikipédia) sont à choisir avec parcimonie. Créez des liens vers des articles approfondissant le sujet. Les termes génériques sans rapport avec le sujet sont à éviter, ainsi que les répétitions de liens vers un même terme.
- Les liens externes sont à placer uniquement dans une section « Liens externes », à la fin de l'article. Ces liens sont à choisir avec parcimonie suivant les règles définies. Si un lien sert de source à l'article, son insertion dans le texte est à faire par les notes de bas de page.
- La présentation des références doit suivre les conventions bibliographiques. Il est recommandé d'utiliser les modèles {{Ouvrage}}, {{Chapitre}}, {{Article}}, {{Lien web}} et/ou {{Bibliographie}}. Le mode d'édition visuel peut mettre en forme automatiquement les références.
- Insérer une infobox (cadre d'informations à droite) n'est pas obligatoire pour parachever la mise en page.

Pour une aide détaillée, merci de consulter Aide:Wikification.
Si vous pensez que ces points ont été résolus, vous pouvez retirer ce bandeau et améliorer la mise en forme d'un autre article.
Pour les articles homonymes, voir Nowak.
Œuvres principales
Rimajhes de fanes, Tiuvrailles, Histoire et géographie des parlers poitevins et saintongeais, Patois et chansons de nos grands-pères charentais, Patois et chansons de nos grands pères en Poitou, La tarte au fromage blanc : le cheese-cake des régions de France.
Éric Nowak, né en 1964 à Civray, est un écrivain français, naturaliste et ethnographe, d'expression poitevine-saintongeaise (dans une de ses variantes poitevines, celle commune au sud Civraisien, dans la Vienne, et au Ruffécois) et spécialiste du poitevin-saintongeais.

## Biographie

### Jeunesse et formation
Éric Nowak est né et a grandi à Civray, tout en étant originaire de Genouillé où il vécut ses premières années. Licencié en sciences naturelles à Poitiers, il est conservateur de réserve naturelle au Pinail, dans la forêt de Moulière, puis médiateur scientifique à Orléans. Il réside ensuite en Haute-Saintonge à Neuillac près de Jonzac, créant un atelier d'initiation au poitevin-saintongeais au lycée de Blaye. Il réside maintenant en Gironde saintongeaise (Pays gabaye) à Saint-Ciers-sur-Gironde où il enseigne depuis 1993. 

### Recherches et travaux
Il collabore aux travaux de l’UPCP et mène des recherches lexicographiques. Dans le sillage de l’UPCP dont il a été adhérent, il enquête depuis 1984 auprès des personnes âgées dans la Vienne, les Deux-Sèvres, la Charente, la Charente-Maritime et la Gironde saintongeaise pour recueillir la littérature orale, les croyances populaires, les recettes de cuisine, les savoir-faire en langue régionale.
Il publie nombre de ses premiers poèmes et textes en poitevin du sud Civraisien dans le journal Le Subiet, supplément en dialectes poitevin et en saintongeais de la revue Aguiaine de la SEFCO.
Il se définit lui-même comme « militant pour la défense et la promotion, dans le respect de leurs différences, des parlers d’entre Loire et Gironde, formant une langue à la fois unitaire et plurielle ». Directeur de la collection Parlange d’entre Loire et Gironde, aux éditions Pyrémonde (devenues Éditions des régionalismes), il y fait publier un bon nombre d’auteurs d’expression saintongeaise et poitevine. Il a écrit de nombreux ouvrages  sur la culture et la langue régionale d’entre Loire et Gironde. En tant que conseiller éditorial aux éditions CPE il y fait publier plusieurs ouvrages lexicographiques sur les parlers charentais.
En 2007, il se prononce ouvertement contre l’orthographe normalisée de l’UPCP, sachant qu’il a toutefois été amené à publier plusieurs ouvrages dans cette graphie par obligation de son éditeur (Geste édition). Nommé en 2007 membre du groupe de travail sur les langues régionales pour le poitevin-saintongeais et l'occitan) auprès du Conseil régional de la région Poitou-Charentes, il s’y déclare pour le fait que, dans les publications en poitevin-saintongeais du Conseil régional, l’orthographe de la SEFCO soit utilisée concurremment avec l'orthographe normalisée de l'UPCP qui y était seule jusqu’alors en usage. Sa proposition est partiellement retenue.
Ses travaux ont permis d'appuyer les rapprochements entre l'aguiain, autre nom du poitevin-saintongeais[réf. nécessaire], avec l'occitan et démontrer que la langue unique entre Loire et Gironde est très liée avec cette dernière.

## Œuvres

### Livres
- A Ras, [poèmes en poitevin], 1993, Arantéle. (En orthographe dite localisée de l'UPCP.)
- Légendes et comptines d’animaux en nord-Gironde et dans les deux Charentes, 1996, Geste éditions. (En orthographe dite normalisée de l'UPCP, avec doublage en orthographe patoisante.)  (ISBN 2-910919-31-5)
- Légendes fantastiques charentaises et gabayes, 1999, Geste éditions. [Seconde édition : 2000.] (Graphies originales des auteurs.)  (ISBN 2-910919-83-8)
- Légendes fantastiques de Berry, Touraine et Sologne, 2000, Geste éditions. (Graphies originales des auteurs.)   (ISBN 2-910919-95-1)
- Les prénoms en Poitou-Charentes-Vendée du XIIe au XXIe siècle, 2003, Geste éditions. (En orthographe dite normalisée de l'UPCP, avec doublage en orthographe patoisante.)  (ISBN 2-84561-084-X)
- Le parlanjhe en Poitou-Charentes-Vendée en 20 leçons, 2004, Geste éditions. (En orthographe dite normalisée de l'UPCP.)  (ISBN 2-84561-158-7)
- Tsiganes saintongeais, 2006, Le Croît Vif. Lire des extraits en ligne sur Books Google.  (ISBN 2-916104-07-0)
- Les légendes fantastiques de la Vienne, 2008, Geste éditions. (Graphies originales des auteurs.)  (ISBN 978-2-84561-355-3)
- Le « parlange » attestation, usage, origine et ancienneté du mot en Vendée, Poitou, Charentes, Pays gabaye, Pays de Retz, 2008, Pyrémonde. (Graphies originales des auteurs.)  (ISBN 978-2-84618-609-4)
- Histoire et géographie des parlers poitevins et saintongeais, 2010, Édition des régionalismes / Pyrémonde.  (ISBN 2-84618-677-4)
- Rimajhes de fanes : portraits de femmes, recueil depoèmes bilingues poitevin / français, 2010, Édition des régionalismes / Pyrémonde. (Dans l'orthographe de l'auteur.)  (ISBN 2-84618-747-9)
- Les contes traditionnels du Poitou, 2011, Éditions CPE. (Dans l'orthographe de l'auteur.) (ISBN 978-2-84503-853-0)
- Le parler de Poitou-Charentes, Vendée… et Pays de Retz, Choletais, Pays Gabaye, 2011, Christine Bonneton Éditeur.  (ISBN 978-2-86253-512-8)
- Patois et chansons de nos grands-pères charentais, 2011, Éditions CPE. (Graphies originales des auteurs.)  (ISBN 978-2-84503-942-1)
- Patois et chansons de nos grands-pères en Poitou, 2012, Éditions CPE. (Graphies originales des auteurs.)  (ISBN 978-2-84503-992-6)
- Tiuvrailles / Semailles, recueil de poèmes bilingue poitevin / français, 2014, Édition des régionalismes / Pyrémonde. (Dans l'orthographe de l'auteur.)  (ISBN 978-2-8240-0246-0)
- La tarte au fromage blanc, le cheese-cake des régions de France, 2014, Éditions CPE.  (ISBN 978-2-36572-320-6)
- Poitou-Charentes en Aquitaine ! et la Vendée aussi ! , de et sous la direction d’Eric Nowak, avec la collaboration de : Michel Perraudeau, Aurélien Rondeau, Frédérique Dumerchat, Jean-François Miniot, Didier Paillaud, Laurent Pineau, Christiane Fourquet, Xavier-Gérard Dupuis, Jaqueline Fortin, Pascal Thebeaud, Jean-Christophe Dourdet, Vincent Poudampa, Dominique Sumien, Jean-Pierre Surrault, 2014, Édition des régionalismes / Pyrémonde.  (ISBN 978-2-8240-0433-4)

### Plaquettes et autres ouvrages
- Surprenante rencontre... avec les sites légendaires de Haute-Saintonge!, 2002, Communauté de communes de haute Saintonge. [Plaquette touristique.]
- Autour d'un conte : Moitié de poulet, 2004, éditions Edélios. [Fichier pédagogique destiné aux enseignants de maternelle, basé sur un conte traditionnel recueilli en Poitou.]

### Contributions à ouvrages
- Contribution (pour les parlers du Civraisien, du Châtelleraudais, du Ruffécois et de l’Angoumois), à la Grammaire du poitevin-saintongeais de Michel Gautier (1993, Geste éditions). [Seconde édition : 1996.]
- Contribution (pour la graphie des noms locaux d’oiseaux) à Oiseaux nicheurs des Deux-Sèvres : Atlas du Groupe Ornithologique des Deux-Sèvres (1995, Groupe Ornithologique des Deux-Sèvres et Éditions Méloé).
- La rabinàie, dans l'anthologie collective de Défense et promotion des Langues d’Oïl Paroles d'Oïl (1995, Geste éditions). (Texte ré-orthographiée dans l'orthographe dite "normalisée" de l'UPCP.)
- Contribution (ajouts de variantes locales poitevines et saintongeaises dans le lexique final français/poitevin-saintongeais) à Petit imagier de Poitou-Charentes-Vendée de Jean-Jacques Chevrier (2001,Geste éditions).
- Contribution (pour la partie « poitevin-saintongeais ») à Girlangues : les langues de la Gironde (romanès, poitevin-saintongeais, occitan) de Éric Astié (2001, Fifres de Garonne.) [Fascicule photocopié.]
- La langue de Goulebenéze, en annexe de l’ouvrage de Charly Grenon et Pierre Péronneau : Goulebenéze, le Charentais par excellence (2007, Le Croît vif). [Seconde édition : 2008.]
- Parler saintongeais en Haute-Saintonge : particularismes et authenticité, dans l’ouvrage collectif : La Haute Saintonge (2007, Le Croît vif).
- La bête et La négrèsse dans l’anthologie Cots de Subiet : choix de textes en Poitevin-saintongeais, tome 3 (2008, SEFCO). (Textes ré orthographiés dans la seconde mouture de l'orthographe de la SEFCO).
- Contribution (pour une partie du vocabulaire saintongeais) au Vocabulaire de l’estuaire de la Gironde de Jean-Yves Boutet, en annexe de son ouvrage L’estuaire de la Gironde : au temps des gabares et du caviar (2009, Confluences).
- Michel Gautier, de Bordeaux à La Roche-sur-Yon, ou la naissance d’une littérature… (et quelques autres contributions : notices biobibliographiques, chansons), dans Patois et chansons de nos grands-pères en Vendée de Thierry Jigourel (2010, éditions CPE).
- Las quatre sasons, dans Langue et chansons de nos grands-pères en Limousin de Thierry Jigourel (2011, éditions CPE).
- La Meùgne dans l’anthologie (sous la direction de Lilianne Jagueneau) : Tout dire en parlanjhe (2011, Geste éditions). (Texte ré-orthographiée dans l'orthographe dite "normalisée" de l'UPCP.)
- Présentation de la langue de l’auteur, en annexe de l’ouvrage Quand jh’étais drôlesse & Aneut, autfoués : histoires en saintongeais du Pays Gabaye de Annie Jollet et Régine Réaux, illustrations de Ludovic Nadeau (2012, Les Cahiers du Vitrezais n°101).
- Postface, dans Le patois Rétais de Jean Renaud (2012, éditions CPE).
- Analyse du parler d’Oléron (plus traductions ponctuelles et commentaires occasionnels dans le reste de l’ouvrage), dans Le parler d’Oléron de Michel Garnier - d’après un manuscrit de Jean-Laurent Riol - (2012, éditions CPE).
- Une tahitienne en Charente et Quand un maçon italien parle poitevin…, dans l’ouvrage collectif (sous la direction de François Julien-Labruyère, Christelle Massonnet, Jean-Louis Neveu, Nerman Sivasli) : Migrants et immigrés en Poitou-Charentes d’hier à aujourd’hui (2012, Le Croît vif).
- Loubinotes et autres louères : de drôles de dahus aquatiques ! (ou : l’environnement mythologique de la loutre, petite « louve » de rivière… en Poitou-Charentes-Vendée), dans Histoire et mémoire du loup : Charentes-Poitou-Vendée de Frédéric Dumerchat et Claude Ribouillault (2013, éditions CPE).

### Traductions
- Imerajhes d’Asie / Images d’Asie, Recueil bilingue, poitevin / français, (traductions en poitevin d’Éric Nowak), de dix-sept poèmes de Georges Friedenkraft (nom de plume de Georges Chapouthier), 2014, Édition des régionalismes / Pyrémonde.  (ISBN 978-2-8240-02514)

### Présentations de la langue des auteurs dans la collectionParlange d’entre Loire et Gironde
- En annexe des ouvrages suivants :  Et si jh’buffions in cot : histoires en saintongeais du Pays Gabaye de Gérard Sansey alias « Jheantit d’la Vargne » (2008, Pyrémonde) ; Les beunasses, les fumelles et les cheuns : histoires et poèmes en saintongeais de Jean-Pierre Coutanceau alias « Peûlouc » (2009, Pyrémonde) ; Histouères dau villajhe de la Beurlandrie : histoires en poitevin du Civraisien d’Alain Gautron (2009, Pyrémonde) ; Galop’ chenaux « Mais y’zen disant » de Ludovic Nadeau (2009, Pyrémonde) ; À la goule dau balet : chansons et histoires en saintongeais de Bruno Rousse alias « Nono saute-Palisse » (2010, Éditions des régionalismes / Pyrémonde) ; A six ans j’m’ai sauvé d’Yves Haegel (2010, Éditions des régionalismes / Pyrémonde) ; O faut bin rigoler in p’tit ! : en saintongeais de Georges Chapouthier, illustrations de Ludovic Nadeau (2010, Éditions des régionalismes / Pyrémonde) ; Thittez causer les p’tits papés : textes en parlange d’entre Saintonge et Poitou de Lucie Mémin (2011, Éditions des régionalismes / Pyrémonde) ; Aneut, ol’est pus coume avant ! : théâtre en saintongeais de Josette Guérin-Dubois (2011, Éditions des régionalismes / Pyrémonde) ; A l’ombre de queu grand châgne de Régis Courlit alias Châgne Dret (2012, Éditions des régionalismes / Pyrémonde) ; Patois d’chez nous : histoires en poitevin d’Anne-Marie Gauthier (2012, Éditions des régionalismes / Pyrémonde) ; Le jhavasson raconte… en saintongeais d’Hubert Rouger (2013, Éditions des régionalismes / Pyrémonde).

### Articles
- Présentation d'une chanson en langue poitevine du pays chauvinois (Valdivienne : 86), Aguiaine n°155, 1989.
- Survivance urbaine : le poitevin à Naintré (86), Aguiaine n°158, 1990.
- Vols de dindon sauvages et chasse au pigeon bizet, L’Outarde : circulaire du Groupe Ornithologique de la Vienne, mai-juin 1991.
- Francine Poitevin : un précurseur, Bulletin de l’association scientifique archéologique historique et ethnographique de Chaunay, n°4, 1992.
- De nouveaux noms poitevins pour des animaux récemment introduits, L’Outarde : circulaire du Groupe Ornithologique de la Vienne, janvier-février 1992.
- Nuits blanches, Nuits Blanches (publié par Imagine, Civray) n°3, 1994.
- Parler poitevin en Berry, La Bouinotte : le magazine du Berry n°47, 1994.
- Le Poitevin du Civraisien s'adapte, Le Picton n°105, 1994.
- Du beda… au chabossia, La Loire et ses Terroirs n°13, 1994.
- Analogies entre les dénominations régionales de crustacés et d'insectes en Poitou-Charentes-Vendée, Le Picton n°111, 1995.
- La langue poitevine-saintongeaise dans son bastion de Haute-Gironde, Les Cahiers du Vitrezais n°91, 1998.
- Saint-Christoly-de-Blaye entre culture poitevine-saintongeaise (alias "gabaye") et culture tsigane, Les Cahiers du Vitrezais n°93, 1999.
- Mombrier commune gabaye ou La langue poitevine-saintongeaise (alias "gabaye") en Bourgeais, Les Cahiers du Vitrezais n°94, 2001.
- À propos …du mot parlange, Aguiaine n°256, 2006.* Unité et diversité de l’ensemble linguistique poitevin et saintongeais, Aguiaine n°259, 2007.
- Comps commune roquaye ou La langue occitane-gasconne (alias "roquaye") en Bourgeais, Les Cahiers du Vitrezais n°99, 2009.
- L’enclave gabatche du Verdon, n°34 de L’estuarien, 2010.
- Comptines et chansons enfantines contemporaines à Saint-Ciers-sur-Gironde, Les Cahiers du Vitrezais n°100, 2010.
- L’amante lesbienne de la femme du Diable et l’amant de la Sainte-Vierge : Noms locaux et croyances populaires, relatifs à la mante religieuse et au grillon, en domaine saintongeais (centre et sud des Charentes, nord Gironde), Aguiaine n°282, 2012.
- Comparaison du parler gabaye de Saint-Savin-de-Blaye avec le parler poitevin de Saint-Savin-sur-Gartempe (ou : d’une extrémité à l’autre du domaine poitevin-saintongeais), Les Cahiers du Vitrezais n°102, 2012.
- La langue occitane gasconne à Saint-Laurent-d’Arce, Les Cahiers du Vitrezais n°104, 2013.

### Rubriques
- Parlanjhe de sud Saintonge et nord Gironde dans l’hebdo Haute Gironde (de janvier 2005 à décembre 2007).
- Parlanjhe de sud Poitou et nord Charente dans les hebdos L’Avenir de Ruffec, L’Avenir de sud-Vienne, La Concorde de Lezay, Le Confolentais (de janvier 2005 à 2008).
- Parlange d’entre Loire et Gironde dans la revue bimestrielle Le Picton (de mars-avril 2008 à novembre-décembre 2011).
- Testez votre parlange dans la revue bimestrielle Le Picton (de janvier-février 2012 à début 2015).

## Distinctions
- Prix d'honneur La Cagouille d'or du Tremplin patois 1997, du festival "trafition et patois" de Matha, décerné par le président Maurice Izambard (jury patronné par la SEFCO et parrainé par Le Grand Simounet).
- Décoré de l'Ordre du Subiet ("Brevet de fidélité subiarde") le 10 mai 1998, par la président de la SEFCO Jacqueline Fortin.
- Prix Carquelin-Chapouthiers décerné par la SEFCO en 2000.

### Notices biographiques
- Notice biographique dans : Paroles d'oïl : choix de textes en langues d'oïl, Geste éditions, 1994 (page 250).  (ISBN 2-905061-95-2)
- Notice sur Éric Nowak, par François Julien-Labruyère, dans : Dictionnaire biographique des charentais, Le croît vif, 2005.  (ISBN 2-907967-95-9)
- Notice biographique, dans : Cots de Subiet, choix de textes en Poitevin-Saintongeais, Tome 3, SEFCO, 2008 (page 132).  (ISBN 2-9524252-0-5)
- Notice biographique dans : Tout dire en parlanjhe (sous la coordination de Liliane Jagueneau), Geste éditions, 2011 (page 95).  (ISBN 978-2-84561-866-4)

### Citation dans des publications universitaires
- Jean-Loïc Le Quellec , Des lettres célestes au "copy-lore" et au "screen-lore" : des textes bons à copier, dans : Réseaux, Volume 13,  Numéro 74,  pp. 145-190, 1995. Lire en ligne sur Persée:
- Jean-Christophe Dourdet, La situation des langues occitane et poitevine-saintongeaise au regard des institutions et de la société française, cahiers du MIMOC, 2015. | Lire le PDF en ligne:

### Autres citations
- Liliane Jagueneau (FORELL : Univ. de Poitiers), Jean-Léo Léonard (UMR 7018 & IUF), Les langues d’oïl : vers un nouvel imaginaire des territoires (4 décembre 2010, Parthenay, Université populaire d’automne : Territoires et imaginaires des langues. Lire en ligne:
- Catherine Robert, (Compte rendu de : ALLARD, THIERRY et YANN OURRY, sous la direction de FABRICE BONNIFAIT et MICHEL VALIÈRE. Le Jardin de Gabriel : l’univers poétique d’un créateur saintongeais, Geste éditions, «Images du patrimoine » n° 266, 2011,) dans : Rabaska : revue d'ethnologie de l'Amérique française, vol. 9, 2011, p. 251-253.Lire en ligne sur Erudit.org:

### Recensions de ses ouvrages dans des journaux
- Michèle Mereau, Un parler à la loupe, le poitevin-saintongeais, Sud-Ouest, 30/06/2010. Lire en ligne:
- Michèle Mereau, Poésies féminines dans la langue de chez nous, Sud-Ouest, 08/06/2011. Lire en ligne:
- Michèle Mereau, Les clés pour comprendre le patois, Sud-Ouest, 27/12/2011. Lire en ligne:
- Pascal Baudoin, Charentes: un livre pour causer du patois et des chansons de nos aïeux, Charente libre, 03/01/2012. lire en ligne:
- Émilie Bouilhac , La fabrique de la mémoire, Sud-Ouest, 28/04/2014. Lire en ligne:
- Michèle Mereau, Haute Gironde : un glossaire pour la langue gabache, Sud-Ouest, 13/11/2014. Lire en ligne:
- Michèle Mereau, La tarte : il en fait tout un plat, Sud-Ouest, 20/11/2014. Lire en ligne:
- Jean-Jacques Fouquet, Si la Vendée ralliait la grande région Sud-Ouest ?, Le Courrier de l'Ouest, 24/11/2014. Lire en ligne:
- F.B., Poitou-Charentes-Vendée : un livre de combat à quinze, La Nouvelle République, 21/01/2015. Lire en ligne:
- Baptiste Bize, "La Grande Aquitaine, c'est celle des comtes du Poitou", La Nouvelle République, 01/02/2015. Lire en ligne
- Loïc Tisot, Et si la Vendée joignait le giron poitevin ?, Ouest France, 16/02/2015. Lire en ligne